# Кихо
Кихо (яп. 紀宝町 Кихо:-тё:) — посёлок в Японии, находящийся в уезде Минамимуро префектуры Миэ. Площадь посёлка составляет 79,66 км², население — 11 238 человек (1 июня 2014), плотность населения — 141,07 чел./км².

## Географическое положение
Посёлок расположен на острове Хонсю в префектуре Миэ региона Кинки. С ним граничат города Кумано, Сингу и посёлок Михама.

## Население
Население посёлка составляет 11 238 человек (1 июня 2014), а плотность — 141,07 чел./км². Изменение численности населения с 1980 по 2005 годы:
| 1980 | 12 177 чел. |  |
| 1985 | 12 783 чел. |  |
| 1990 | 12 919 чел. |  |
| 1995 | 12 921 чел. |  |
| 2000 | 12 824 чел. |  |
| 2005 | 12 648 чел. |  |

## Символика
Деревом посёлка считается Quercus phillyraeoides, цветком — Cymbidium kanran.